# 蔣羕奫
蔣羕奫（？年—？年），字笠農，陝西省西安府長安縣人，監生，同治八年任陳留縣典史，同治十二年，以知縣仍留四川歸候補班補用，光緒元年六月署蓬溪縣鹽大使，光緒十八年署簡州知州，賡葺鳳山書院，光緒二十七年（1901年）署任四川鄰水縣知縣。曾署安縣知縣。